# 鵯越大仏

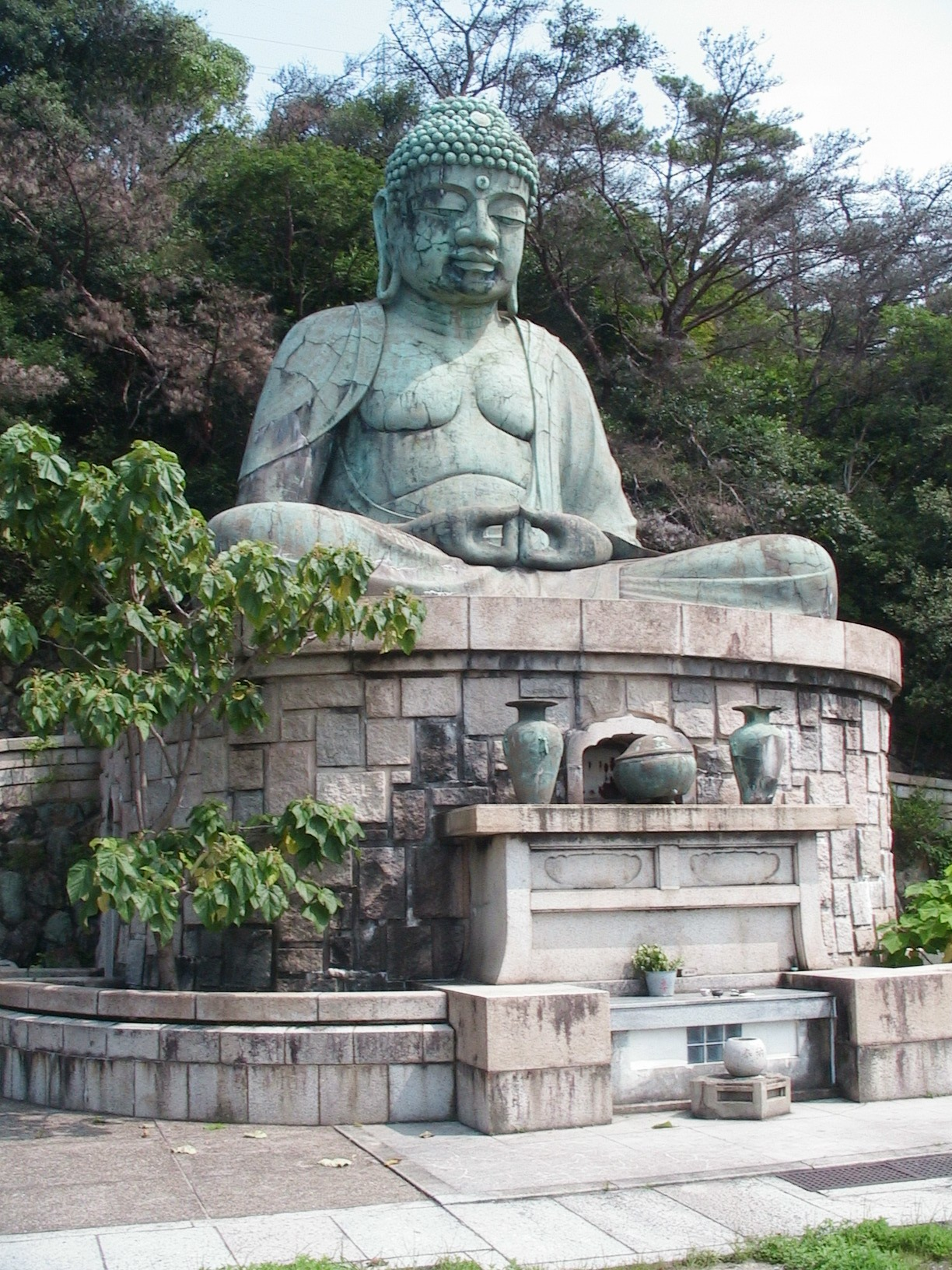
鵯越大仏

鵯越大仏（ひよどりごえだいぶつ）は、兵庫県神戸市北区山田町の神戸市立鵯越墓園内にある大仏。

## 概要
神戸市立鵯越墓園入口に座し、神戸市により4年の歳月を費やして建立された。1932年（昭和7年）12月3日に京都の大覚寺門跡導師により開眼された。神戸には能福寺の兵庫大仏（1991年（平成3年）5月 再建）とこの大仏の2体がある。
- 建立 1932年
- 坐像 12.54m
- 鉄筋コンクリート製
- 総工費31万円
- 位置 神戸市北区山田町下谷上字中一里山

山腹にあるため大仏前の広場からは、直下の丸山地区のはじめ、神戸の町並みや神戸港、ポートタワー、ポートアイランド、晴れた日には遠く紀淡海峡までが見下ろせる。このように眺望のよい場所に建立された大仏は全国的にも非常に珍しい。すぐ右下に見える神戸市道夢野白川線の丸山大橋は大仏建立約30年後に建設されたものである。
当初、鵯越共葬墓地（鵯越墓園旧墓地）は、大仏よりも低い場所に作られ、その頂上に建立されたものである。現在は、その後の大仏よりも奥の山地の大規模な墓地開発によって、墓園入口に座する形となった。鵯越共葬墓地（鵯越墓園旧墓地）は1931年（昭和6年）から兵庫区御崎町、吉田町の墓地の移転目的に、1932年に開発され、1946年（昭和21年）に治承・寿永の乱（源平合戦）で知られる鵯越の戦跡である湊西区（当時のこの地の地名）から神戸市に引き継がれたもので、面積6.6haあり、現在は鵯越墓園旧墓地とよばれ、神戸市立鵯越墓園（総面積207.6ha）の一角をなしている。